# 차오양사우루스과
차오양사우루스과(Chaoyangsauridae)는 공룡의 한 과이다. 이들은 1억 4800만년 전 쥐라기 후기에 주식두류 공룡들 중 가장 먼저 지구상에 나타났다. 차오양사우루스과의 공룡들은 잎을 뜯기 위한 날카로운 부리와 머리 뒤쪽에 프릴을 가지고 있었다. 차오양사우루스과 공룡들이 후두류인지 각룡류인지 혹은 그 외의 조상 그룹에 속하는 공룡인지는 학자들 간에 이견이 있다.
차오양사우루스와 수안후아케라톱스 두 속이 차오양사우루스과에 속한다. 둘 다 초기 각룡류인 프시타코사우루스보다 원시적인 형태이다.